# El divorcio que viene
El divorcio que viene es una película española, estrenada el 10 de julio de 1980.

## Argumento
Pepe (José Sacristán), casado con Amparo (Amparo Soler Leal) se ha enamorado perdidamente de Mónica (Mónica Randall), que resulta ser la mujer de su mejor amigo Luis (José Luis López Vázquez). Los líos amorosos se suceden en esta comedia de enredo en la que todos están descontentos con sus respectivos matrimonios y sueñan con la entonces inminente aprobación del divorcio en España.
- Datos: Q5824731